# Van Helsing (televisieserie)
Van Helsing is een Amerikaanse televisieserie van Syfy, ontwikkeld door Neil Labute en gebaseerd op de  de gelijknamige boekenserie, van Zenescope Entertainment. Het speelt zich af in een post-apocalyptische wereld en werd geproduceerd door Echo Lake Entertainment en Dynamic Television in samenwerking met Nomadic Pictures. Na vijf seizoenen kwam er een einde aan de serie. Tot 2023 was de serie te zien op Syfy en Netflix.

## Verhaal
De serie gaat over Vanessa Van Helsing, een afstammeling van Abraham Van Helsing, die moet vechten in post-apocalyptische wereld tegen vampieren. Vanessa is immuun en kan daarom vampieren helpen terug te veranderen in mensen. In het tweede seizoen ontmoet ze haar zus, die getraind is om de vampieren te doden. In het derde seizoen jagen Vanessa en haar zus Scarlett op de Elders, de originele vampieren. Doordat Vanessa lijkt te sterven, focust het vierde seizoen zich vooral op Vanessa's dochters Violet en Jack die het moeten opnemen tegen Olivia von Dracula in Transsylvanië. 

## Rolverdeling
| Acteur                | Personage                     |
| --------------------- | ----------------------------- |
| Kelly Overton         | Vanessa van Helsing           |
| Jonathan Scarfe       | Axel Miller                   |
| Christoper Heyerdahl  | Samuel "Sam"                  |
| David Cubitt          | John                          |
| Vincent Gale          | Phil "Flesh" Fleischmann      |
| Rukiya Bernard        | Sarah "Doc" Carol             |
| Trezzo Mahoro         | Mohamad                       |
| Tim Guinee            | Ted                           |
| Laura Mennell         | Rebecca                       |
| Paul Johansson        | Dimitri                       |
| Aleks Paunovic        | Julius                        |
| Hilary Jardine        | Susan Jackson                 |
| Miss Peregrym         | Scarlett Van Helsing          |
| Jennifer Cheon Garcia | Ivory                         |
| Jesse Stanley         | Bathory/The Oracle            |
| John Cassini          | Maddox                        |
| Neal McDonough        | Willem/Hansen aka "The Boss"  |
| Keeya King            | Violet Van Helsing            |
| Nicole Muñoz          | Jacqueline "Jack" Van Helsing |
| Tricia Helfer         | Gravin Oliva/Dracula          |
| Heather Doeksen       | Michaela                      |
| Kim Coates            | Graaf Dalibor                 |
| Dan Cade              | Roberto                       |
| Ben Cotton            | Campbell                      |
| Sarah Desjardins      | Catherine                     |
| Ryan Robbins          | Taka                          |
| Richard Harmon        | Max Borman                    |
| Sara Canning          | Polly Miller/Carter           |
| Michael Eklund        | Abraham Van Helsing           |

## Afleveringen

### Seizoen 1 (2016)
| Afl. | Titel             | Regie           | Scenario                                   | Originele releasedatum |
| 1    | "Help Me"         | Michael Nankin  | Neill LaBute                               | 31 juli 2016           |
| 2    | "Seen You"        | Michael Nankin  | Simon Barry                                | 23 september 2016      |
| 3    | "Stay Inside"     | Michael Nankin  | Jackie May                                 | 30 september 2016      |
| 4    | "Coming Back"     | David J. Frazee | Jonathan Walker                            | 7 oktober 2016         |
| 5    | "Fear Her"        | David J. Frazee | Jeremy Smith & Matt Venables               | 14 oktober 2016        |
| 6    | "Nothing Matters" | Amanda Tapping  | Neil LaBute                                | 21 oktober 2016        |
| 7    | "For Me"          | Amanda Tapping  | Simon Barry                                | 28 oktober 2016        |
| 8    | "Little Thing"    | Jason Priestley | Neill LaBute                               | 4 november 2016        |
| 9    | "Help Out"        | Jason Priestley | Jackie May                                 | 11 november 2016       |
| 10   | "Stay Away"       | Simon Barry     | Jonathan Walker                            | 18 november 2016       |
| 11   | "Last Time"       | Simon Barry     | Simon Barry                                | 25 november 2016       |
| 12   | "He's Coming"     | Amanda Topping  | Shevon Singh, Jeremy Smith & Matt Venables | 2 december 2016        |
| 13   | "It Begins"       | Amanda Topping  | Neill LaBute                               | 9 december 2016        |

### Seizoen 2 (2017 - 2018)
| Afl. | Titel                | Regie           | Scenario                         | Originele releasedatum |
| 1    | "Began Again"        | Michael Nankin  | Neill LaBute                     | 5 oktboer 2017         |
| 2    | "In Redemption"      | Michael Nankin  | Jonathan Lloyd Walker            | 12 oktober 2017        |
| 3    | "Love Bites"         | Michael Nankin  | Jackie May                       | 19 oktober 2017        |
| 4    | "A Home"             | Jason Stone     | Jeremy Smith & Matt Venables     | 26 oktober 2017        |
| 5    | "Save Yourself"      | Jason Stone     | Neill Labute                     | 2 November 2017        |
| 6    | "Veritas Vincit"     | Kaare Andrews   | Jonathan Lloyd Walker            | 9 november 2018        |
| 7    | "Everything Changes" | Kaare Andrews   | Jeremy Smith & Matt Venables     | 16 november 2017       |
| 8    | "Big Mama"           | David Winning   | Neil LaBute                      | 30 november 2017       |
| 9    | "Wakey, Wakey"       | David Winning   | Jeremy Smith & Matt Venables     | 7 december 2018        |
| 10   | "Base Pair"          | Paul Johansson  | Jackie May & Michael C. Natchoff | 14 december 2017       |
| 11   | "Be True"            | Jonathan Scarfe | Jackie May                       | 21 december 2017       |
| 12   | "Crooked Falls"      | Paul Johansson  | Jonathan Lloyd Walker            | 28 december 2017       |
| 13   | "Black Days"         | Jonathan Scarfe | Neill LaBute                     | 4 januari 2018         |

### Seizoen 3 (2018)
| Afl. | Titel            | Regie           | Scenario                     | Originele releasedatum |
| 1    | "Fresh Tendrils" | Jonathan Scarfe | Neil LaBute                  | 5 oktober 2018         |
| 2    | "Super Unknown"  | Jonathan Scarfe | Neil LaBute                  | 12 oktober 2018        |
| 3    | "I Awake"        | Michael Nankin  | Jonathan Lloyd Walker        | 19 oktober 2018        |
| 4    | "Rusy Cage"      | Michael Nankin  | Jackie May                   | 26 oktober 2018        |
| 5    | "Pretty Noose"   | Jason Priestley | Jeremy Smith & Matt Venables | 2 november 2018        |
| 6    | "Like Suicide"   | Jason Priestley | Jeremy Smith & Matt Venables | 9 november 2018        |
| 7    | "Hunted Down"    | Leslie Hope     | Neil LaBute                  | 16 november 2018       |
| 8    | "Crooked Steps"  | Jonathan Scarfe | Neil LaBute                  | 23 november 2018       |
| 9    | "Loud Love"      | David Winning   | Jeremy Smith & Matt Venables | 30 november 2018       |
| 10   | "Outside World"  | Jackie May      | Jackie May                   | 7 december 2018        |
| 11   | "Been Away"      | Jacquie Gould   | Jackie May                   | 14 december 2018       |
| 12   | "Christ Pose"    | Leslie Hope     | Jonathan Lloyd Walker        | 21 december 2018       |
| 13   | "Birth Ritual"   | David Winning   | Jonathan Lloyd Walker        | 28 december 2018       |

### Seizoen 4 (2019)
| Afl. | Titel              | Regie              | Scenario                              | Originele releasedatum |
| 1    | "Dark Destiny"     | David Winning      | Jonathan Lloyd Walker                 | 27 september 2019      |
| 2    | "Dark ties"        | David Winning      | Neil LaBute                           | 4 oktober 2019         |
| 3    | "Love Less"        | Jacquie Gould      | Jackie May                            | 11 oktober 2019        |
| 4    | "Broken Promises"  | Jonathan Scarfe    | Jeremy Smith & Matt Venables          | 18 oktober 2019        |
| 5    | "Liberty or Death" | Jacquie Gould      | Jackie May                            | 25 oktober 2019        |
| 6    | "Miles and Miles"  | Kimani Ray Smith   | Jackie May                            | 1 november 2019        |
| 7    | "Metamorphosis"    | Jonathan Scarfe    | Neil LaBute                           | 8 november 2019        |
| 8    | "The Prism"        | Alexandra La Roche | Jonathan Lloyd Walker                 | 15 november 2019       |
| 9    | "No 'I' In Team"   | Michael Nankin     | Jeremy Smith & Matt Venables          | 22 november 2019       |
| 10   | "Together Forever" | Alexandra La Roche | Jeremy Smith & Matt Venables          | 29 november 2019       |
| 11   | "All Apologies"    | Lynne Stopkewich   | Neill LaBute                          | 6 december 2019        |
| 12   | "Three Pages"      | Shannon Kohli      | Jonathan Lloyd Walker & Gorrman Lee   | 13 december 2019       |
| 13   | "The Beholder"     | Shannon Kohli      | Jonathan Lloyd Walker & SJ Trohimchuk | 20 december 2019       |

### Seizoen 5 (2021)
| Afl. | Titel                | Regie              | Scenario                     | Originele releasedatum |
| 1    | "Past Tense"         | Jonathan Scarfe    | Jonathan Lloyd Walker        | 16 april 2021          |
| 2    | "Old Friends"        | Jonathan Scarfe    | Jackie May                   | 23 april 2021          |
| 3    | "Lumina Intunecata"  | Jonathan Scarfe    | Jonathan Lloyd Walker        | 30 april 2021          |
| 4    | "State of the Union" | Leslie Hope        | Jeremy Smith & Matt Venables | 7 mei 2021             |
| 5    | "Sisterhunt"         | Kimani Ray Smith   | Waneta Storms                | 14 mei 2021            |
| 6    | "Carpe Noctis"       | Jonathan Scarfe    | Gorrman Lee & SJ Trohimchuk  | 21 mei 2021            |
| 7    | "Graveyard Smash"    | Leslie Hope        | Jeremy Smith & Matt Venables | 28 mei 2021            |
| 8    | "Deep Trouble"       | Jacquie Gould      | Jeremy Smith & Matt Venables | 4 juni 2021            |
| 9    | "The Doorway"        | Alexandra La Roche | Neil LaBute                  | 11 juni 2021           |
| 10   | "E Pluribus Unum"    | Jacquie Gould      | Jonathan Lloyd Walker        | 18 juni 2021           |
| 11   | "Undercover Mother"  | Jacquie Gould      | Jackie May                   | 18 juni 2021           |
| 12   | "The Voices"         | Alexandra La Roche | Jackie May                   | 18 juni 2021           |
| 13   | "Novissima Solis"    | Michael Nankin     | Jonathan Lloyd Walker        | 25 juni 2021           |